# Turbine
El Turbine fue un destructor de la Clase Nembo. Sirvió en la Regia Marina italiana durante la Primera Guerra Mundial, siendo hundido en combate en 1915. 

## Características
Construido entre 1899 y 1902, el diseño del casco se basaba en el de los británicos 27-knotter. Sus tres calderas quemaban carbón y descargaban a través de dos chimeneas inclinadas hacia popa, aunque tras una serie de actualizaciones llevadas a cabo a toda la Clase Nembo desde 1908 se modificaron para quemar fueloil, añadiéndose una tercera chimenea. Durante esa modificación también se cambió el armamento, reduciéndose su número pero pasando a ser más pesado, cuatro piezas de 76 mm y dos tubos lanzatorpedos de 450 mm.

## Historial
El Turbine resultó hundido en combate el 24 de mayo de 1915, el día siguiente de la entrada de Italia en la Primera Guerra Mundial, en un combate frente a Barletta contra el crucero austriaco SMS Helgoland y los destructores SMS Csepel, SMS Tátra y SMS Lika. 
Doce años después de su hundimiento, su nombre fue empleado por otro destructor, el Turbine (TB), líder de la Clase Turbine.

### Buques de la clase
• Aquilone
• Borea
• Espero
• Nembo
• Zeffiro